# Ctenidiadelphus
Ctenidiadelphus là một chi rêu trong họ Hypnaceae.